# ایستادگی (گتوند)
ایستادگی (گتوند)، روستایی از توابع بخش عقیلی شهرستان گتوند در استان خوزستان ایران است.

## جمعیت
این روستا در دهستان عقیلی شمالی قرار دارد و براساس سرشماری مرکز آمار ایران در سال ۱۳۸۵، جمعیت آن ۸۱۷ نفر (۱۶۷خانوار) بوده‌است.
جغر